# Hettlage Drive
Hettlage Drive est un système de changement de braquet pour les vélos, qui n'utilise qu'un seul plateau et qu'un seul pignon, en utilisant le principe du variateur : le changement de rapport s'effectue en augmentant le diamètre du pignon arrière qui est un polygone de 10 segments, dont les points coulissent radialement. Cette augmentation s'effectue par 11 paliers fixes. La chaine peut être soit une courroie crantée en plastique, soit une chaîne normale.